# Ferula equisetacea
Ferula equisetacea är en flockblommig växtart som beskrevs av Koso-pol. Ferula equisetacea ingår i släktet stinkflokesläktet, och familjen flockblommiga växter. Inga underarter finns listade i Catalogue of Life.